# Kegyeleti emlékerdő

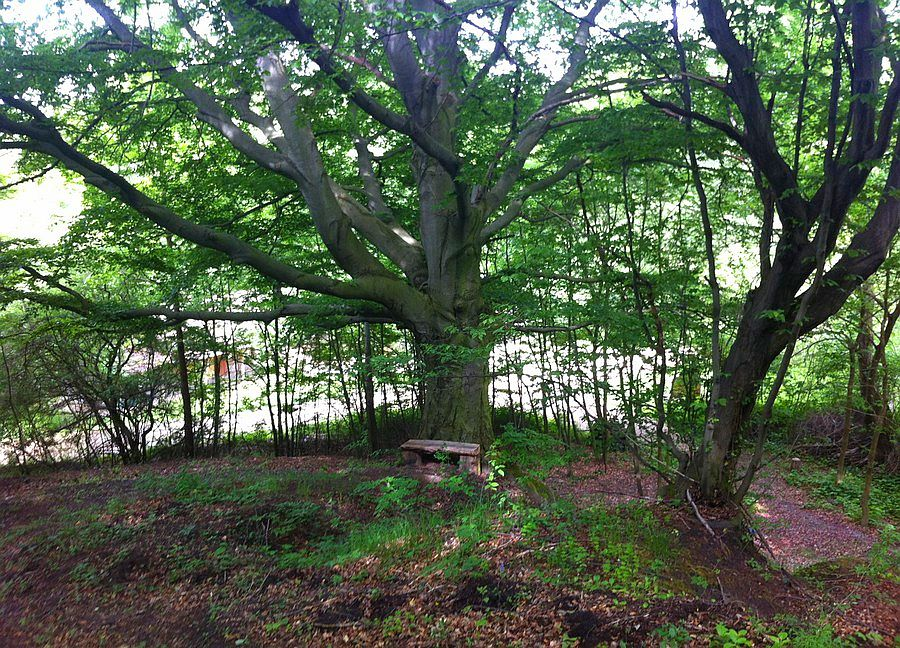
Emlékerdő Agostyánban

A kegyeleti emlékerdő hamvak temetőn kívüli elhelyezésére alkalmas, természetes környezetben (parkban, erdőben) kijelölt terület.
A temetőkről és a temetkezési szolgáltatásról szóló törvény, valamint a végrehajtására kiadott jogszabályok (1999. évi XLIII. Törvény  és a végrehajtásáról szóló 145/1999. (X.1.) Kormányrendelet) előírásainak megfelelő naturális temetkezési emlékhely, ahol a temetkezési partnereken keresztül a temetkezési szolgáltatás nyújtására, hamvak elhelyezésére kerül sor, az erdőről, az erdő védelméről és az erdőgazdálkodásról szóló 2009. évi XXXVII. törvény (Evt.) megtartásával.

## Története
A kegyeleti ermlékerdő koncepció Ueli Sauter erdőtulajdonostól ered (1992), aki nem szeretett volna hagyományos temetőben nyugodni. Inkább saját erdejében választott egy számára kedves fát, amelynek tövében halála után szórták szét a hamvait. Később az örökösök meghagyták ezt a lehetőséget másoknak is és ez a temetkezési forma Firedwald néven híresült el.
2001-ben Németországban is megnyílik az első Friedwald, majd később konkurenciája a Ruheforst emlékerdő is - ma Németország területén több mint 160 kegyeleti emlékerdő található.
A környezetbarát temetések számában Nagy Britannia is vezető szerepet tölt be, a zöld hantolás mozgalma onnan terjedt tovább. Nem véletlen, hiszen a brit jogszabályok a zöld temetéseknek kedveznek, ugyanis 2010 óta törvény mondja ki, hogy a temetkezési vállalkozóknak csökkenteniük kell a szertartás során használt anyagokban található higany szintjét. A szigetországban a törvényi előírások szerint szinte bárhol lehet temetkezni, így az országban sorra alakulnak zöld temetők a nemzeti parkok puffer zónájában létrejövő magántulajdonú területeken.

## Kegyeleti emlékerdők Magyarországon
Az Emlékerdő program egy olyan magyar kezdeményezés, amelynek célja a nyugat-európai országokban már évek óta sikeresen alkalmazott innovatív  temetkezési modell bevezetése, továbbá temetkezési célú, kegyeleti erdők/parkok országos hálózatának létrehozása. A program lehetőséget nyújt az egyre inkább elterjedőben lévő környezettudatos társadalmi igények kielégítésére egy európai színvonalú, méltóságteljes, szabályozott temetkezési szolgáltatás biztosításán keresztül. Az erdészetek által kijelölt területeken, a hozzátartozók az előzetesen kiválasztott erdei fa gyökereihez helyezik el az elhunyt hamvait, egy környezetbarát urnában.
Egyelőre még csak egy helyen, de Magyarországon is létezik egy olyan temetkezési emlékhely, amely alternatívája lehet a hagyományos sírkerteknek, temetőknek. A Tata melletti Emlékerdőben az elhunytak hamvai egy természetes úton lebomló, komposztálódó urnában az előzetesen kiválasztott erdei emlékfa gyökereinél kerülnek a földbe. A fánál lezajló temetési szertartás után az elhunyt neve, születési és elhalálozási ideje egy emléktáblán a fára kerül, s ha esetleg elpusztulna a növény, lehetőség van holtfaként meghagyni, vagy egy facsemetét ültetni a helyére.
A programban közreműködő szakmai csoportok: Paxnatura Kft, Magyar Fejlesztési Bank, Országos Erdészeti Egyesület és a hazai erdőgazdaságok, Duna-Ipoly Nemzeti Park Igazgatóság, Világ Természetvédelmi Alap, Temetkezési szolgáltatók, NÉBIH Erdészeti Igazgatóság, Természetes Életmód Alapítvány, Paxnatura GmbH (Ausztria)